# Frontera entre el Iemen i l'Aràbia Saudita
La frontera entre el Iemen i l'Aràbia Saudita és la frontera de 1.488 kilòmetres que separa l'Aràbia Saudita del Iemen. Les quatre provínciess saudites frontereres són, d'oest a est :
- la província de Jizan, capital Najran,
- la província d'Asir, capital Abha,
- la províncies de Najran, capital Najran,
- la província de l'est, capital Dammam, punt sud.

Les cinc províncies iemenites implicades sont, d'oest a est :
- la governació de Hajjah, capitale Hajjah,
- la governació de Sa'dah, capital Sa'dah,
- la governació d'Al Jawf, capital Al Hazm,
- la governació de l'Hadramaut, capital Al Mukalla,
- la governació de Mahra, capital Al Ghaydah, punt nord.

## Història
La frontera fou traçada originàriament per Harry Saint John Bridger Philby en la dècada del 1930. El traçat fou oficialitzat per la signatura d'un tractat entre ambdós estats el 12 de juny de 2000. Abans d'aquesta data, els saudites reclamaven una extensa zona triangular formada per les ciutats d'Al Buqa', Ma'rib i Al Wadi'ah (« Línis Hamza »). A aquesta regió, que per tant no estava demarcada, hi dormia un perillós sortint saudita per als iementes, ja que la ciutat de Ma'rib es troba a uns 120 km a l'est de la capital del Iemen, Sanaa. El tractat va eliminar aquest inconvenient.
Després de la signatura del tractat, la frontera es va materialitzar a terra per la companyia privada Hansa Luftbild German Air Surveys, que va completar aquesta missió l'any 2003.
En el tractat, s'estableix que una franja de 20 km a banda i banda de la frontera ha de romandre desmilitaritzada. La frontera resta disputada per tribus locals, principalment els la waila i ya. Aràbia Saudita ha construït una muralla protectora a la zona desmilitaritzada de tres metres d'alçada sobre una longitud de 42 quilòmetres; la construcció es va detenir el 2004 per la intervenció diplomàtica d'Egipte i els Estats Units d'Amèrica.
S'han produït nombrosos enfrontaments al llarg de la frontera després de la presa del poder per part dels houthis al Iemen, la qual cosa va portar a l'Aràbia Saudita a intervenir militarment al Iemen en 2015. Els combats més importants tingueren lloc en l'operació Victòria de Déu en la que els houthis van encerclar i destruir una concentració substancial de forces liderades pels saudites al sud de Najran que preparaven una represàlia per l'atac a les instal·lacions petrolieres d'Abqayq i Khurais uns dies abans.